# 해구형 지진 목록

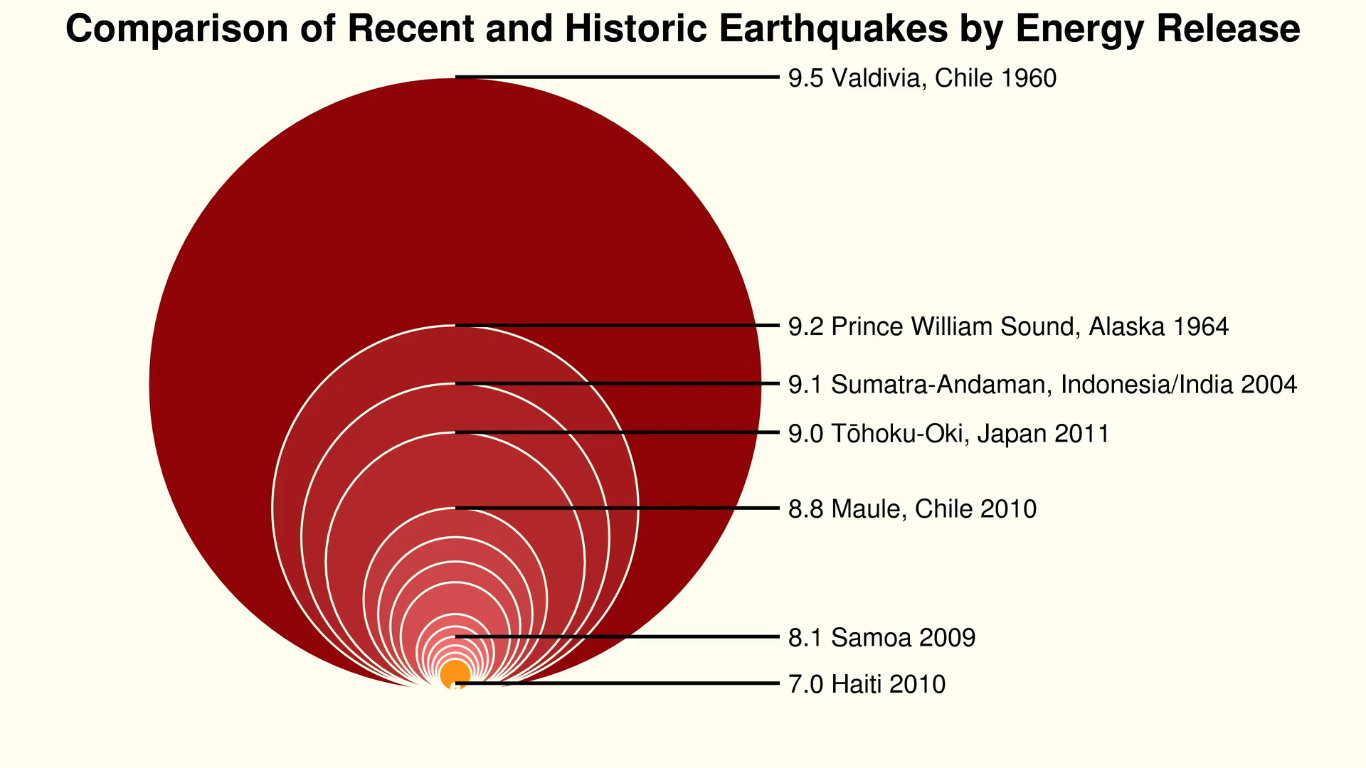
현재까지 발생했던 여러 거대지진의 방출 에너지 비교 그래프.

아래 목록은 현재까지 발생한 해구형 지진의 목록이다. 해구형 지진이란 판의 수렴 경계, 특히 섭입대에서 발생하는 규모가 매우 큰 지진을 의미한다. 아래에 나열한 해구형 지진은 지진 규모가 최소 M8.0으로 밝혀진 지진만 나열한다.

## 목록

### 11세기 이전
| 날짜             | 시각‡ | 진앙                         | 사망자수     | 규모    | 영향/참조 | 문서              |
| ---------------- | ----- | ---------------------------- | ------------ | ------- | --- | ----------------- |
| 기원전 60년경    |       | 세인트빈센트곶 (현 포르투갈) |              | 8.5     | 쓰나미가 발생했을 가능성이 있다. 포르투갈의 지진 목록 중 가장 오래 전에 발생했다고 기록된 지진이다.                                                                                     |                   |
| 365년 7월 21일   |       | 그리스 크레테섬              | 미상         | 8.6     | 이 지진으로 발생한 쓰나미로 키레네와 알렉산드리아가 피해를 입었다. 크레테섬에서는 최대 9 m에 달하는 쓰나미가 관측되었다. 기록상 최대 진도는 수정 메르칼리 진도 계급 기준 XI로 추정된다. | 365년 크레테 지진 |
| 684년 11월 29일  |       | 일본 난카이 해곡             |              | 8.4     | 일본서기에 기록된 역사상 가장 오래된 난카이 해곡 거대지진이다. | 하쿠호 지진       |
| 869년 7월 13일   |       | 일본 산리쿠 해역             | 1,000명 이상 | 8.4–9.0 | 거대한 쓰나미가 발생했으며, 이 지진으로 도호쿠 지방 대부분의 해안가 마을이 파괴되었다.                                                                                                  | 조간 지진         |
| 887년 8월 26일   |       | 일본 난카이 해곡             | 미상         | 8.6     | 오사카만에서 거대한 쓰나미를 관측했으며 여러 산사태도 발생했다. | 닌나 지진         |
| 1096년 12월 11일 |       | 일본 난카이 해곡             | 미상         | 8.4     | 거대한 쓰나미를 관측했다. | 에이초 지진       |
| 1099년 2월 22일  |       | 일본 난카이 해곡             |              | 8.4     | 지진 발생 기록의 문제점으로 실제 존재하지 않았던 지진이라는 주장도 존재한다. | 고와 지진         |

### 11세기-18세기
| 날짜               | 시각‡    | 진앙                                        | 사망자수     | 규모    | 영향/참조 | 문서                       |
| ------------------ | -------- | ------------------------------------------- | ------------ | ------- | --- | -------------------------- |
| 1303년 8월 8일     | "새벽녘" | 그리스 크레테섬                             | 4,000명 이상 | 8.0     | 최대 진도 IX를 관측했다. 시리아와 이집트 알렉산드리아에서 쓰나미를 관측했다. 또한 지진의 흔들림으로 카이로에서도 여러 건물이 무너졌다는 기록이 남아 있다.                                                            | 1303년 크레테 지진         |
| 1361년 7월 26일    |          | 일본 난카이 해곡                            |              | 8.5     | | 쇼헤이 지진                |
| 1420년 8월 31일    |          | 칠레 해구 북부 (현 칠레 칼데라 인근 해역)   |              | 8.5–9.0 | | 1420년 칼데라 지진         |
| 1498년 9월 20일    | 08:00    | 일본 난카이 해곡                            | 26,000명     | 8.6     | 거대한 쓰나미가 발생했다. | 메이오 지진                |
| 1505년 6월 6일     |          | 네팔 및 인도 경계 지역                      |              | 8.2–8.9 | 네팔 인구의 최소 30%가 사망했다. 또한 북인도와 네팔 지역에서 큰 피해가 발생했다. | 1505년 로무스탕 지진       |
| 1575년 12월 16일   | 18:30    | 칠레 발디비아                               | 1,500명      | 8.5     | 최대 진도 X를 관측했다. | 1575년 발디비아 지진       |
| 1582년 1월 22일    | 16:30    | 페루 아레키파                               | "다수"       | 8.4     | 최대진도 X를 기록했다. 진앙 인근에서 여러 건물이 붕괴되는 피해가 있었다. |                            |
| 1584년 3월 17일    |          | 페루 리마 인근                              |              | 8.4     | 최대진도 VII를 기록했다. 리마에서 여러 피해가 발생했다. |                            |
| 1585년 6월 10-11일 | 18:30    | 알래스카 알류샨 섭입대                      | 미상         | 9.25    | 이 지진으로 발생한 쓰나미로 하와이 원주민과 일본에서 사망자 피해가 기록되었다. | 1585년 알류샨 열도 지진    |
| 1586년 7월 10일    | 19:00    | 페루 리마 인근                              | 22명         | 8.5     | 최대진도 X를 관측했다. 페루 해안선 약 1,000 km 해역이 쓰나미 피해를 입었다. 리마에서도 여러 쓰나미 피해가 보고되었다. 이 지진은 위의 알류샨 열도에서 발생한 지진과 혼동되어 일부 목록에서는 다르게 적힌 경우도 있다. | 1586년 리마-카야오 지진    |
| 1600년 2월 28일    | 20:00    | 페루 오마테                                 |              | 8.1     | |                            |
| 1604년 11월 24일   | 18:30    | 칠레 아리카 해역                            | 174명        | 8.5–9.4 | | 1604년 아리카 지진         |
| 1605년 2월 3일     | 20:00    | 일본 난카이 해곡(추정)                      | "수천명"     | 8.0     | 일본 해안에 거대한 쓰나미 피해를 느꼈으나, 지진의 흔들림을 느꼈다는 기록은 거의 없어 난카이 해곡 지진이 아니라 다른 곳에서 일어난 지진이라는 논쟁이 있다.                                                            | 게이초 지진                |
| 1609년 10월 20일   | 01:00    | 페루 해역                                   |              | 8.6     | |                            |
| 1611년 12월 2일    |          | 일본 산리쿠 해역                            | 5,000명      | 8.1     | | 게이초 산리쿠 해역 지진    |
| 1619년 2월 14일    | 16:30    | 페루 트루히요 해역                          | 350명        | 8.6     | |                            |
| 1629년 8월 1일     |          | 네덜란드령 동인도 반다해(현 인도네시아      | 미상         | 8.2–8.8 | 거대한 쓰나미가 발생했다. | 1629년 반다해 지진         |
| 1647년 5월 14일    | 02:30    | 칠레 산티아고 해역                          | 1,000명      | 8.5     | | 1647년 산티아고 지진       |
| 1657년 3월 15일    | 20:00    | 칠레 콘셉시온                               | 40명         | 8.0     | 거대한 쓰나미가 발생했으며 콘셉시온이 완전히 파괴되었다. | 1657년 콘셉시온 지진       |
| 1687년 10월 20일   | 10:30    | 페루 리마                                   | 5,000명      | 8.7     | 페루에서 최대 8 m의 쓰나미가 관측되었으며, 일본에서도 쓰나미가 관측되었다. | 1687년 페루 지진           |
| 1690년 4월 16일    |          | 카리브해 리워드 제도                        |              | 8.0     | 최대진도 IX이다. |                            |
| 1700년 1월 27일    | 05:00    | 미국-캐나다 경계 캐스케이디아 섭입대        |              | 9.0–9.2 | 일본과 북아메리카 태평양 서부에 쓰나미가 발생했다. | 1700년 캐스케이디아 지진   |
| 1703년 12월 30일   | 17:00    | 일본 보소반도 해역                          | 5,233명      | 8.0     | 최대진도 IX를 관측했다. | 겐로쿠 지진                |
| 1707년 10월 28일   | 14:00    | 일본 난카이 해곡                            | 5,000명      | 8.7–9.3 | 일본 해역에 쓰나미가 관측되었다. | 호에이 지진                |
| 1714년 5월 4일     |          | 부탄 주요 히말라야 스러스트                 | 미상         | 7.5-8.5 | 최대진도 IX를 관측했다. 부탄 곳곳에서 산사태 피해가 발생했다. | 1714년 부탄 지진           |
| 1730년 5월 4일     |          | 칠레 발파라이소 해역                        | 미상         | 9.1–9.3 | 칠레에서 최대 16 m의 쓰나미를 관측했다. | 1730년 발파라이소 지진     |
| 1737년 11월 4일    | 08:00    | 러시아 제국 캄차카반도                      |              | 9.0–9.3 | | 1737년 캄차카 지진         |
| 1737년 12월 14일   |          | 칠레 발디비아                               |              | 8.0     | | 1737년 발디비아 지진       |
| 1746년 10월 29일   | 03:30    | 페루 리마                                   | 1,141명      | 8.6     | | 1746 리마-카야오 지진      |
| 1751년 5월 25일    | 01:00    | 칠레 콘셉시온                               |              | 8.5     | | 1751년 콘셉시온 지진       |
| 1755년 11월 1일    | 09:30    | 포르투갈 리스본                             | 50,000명     | 8.7–9.0 | 거대한 쓰나미가 발생해 리스본이 파괴되었다. | 1755년 리스본 지진         |
| 1761년 3월 30일    | 23:01    | 포르투갈 리스본                             | 미상         | 8.0–8.5 | 거대한 쓰나미가 발생했다. | 1761년 리스본 지진         |
| 1780년 1월 22일    |          | 인도네시아 자바섬                           |              | 8.5     | 약간의 피해가 발생했다. |                            |
| 1787년 4월 3일     | 23:01    | 누에바에스파냐 오아하카주 (현 멕시코)       | 11           | 8.6     | 멕시코 서부에 쓰나미가 발생했다. | 1787년 누에바에스파냐 지진 |
| 1788년 7, 8월      |          | 러시아 제국령 알래스카 알류샨 열도(현 미국) | 미상         | 8.0     | 최대진도 VII를 감지했다. 또한 10-30 m에 달하는 높은 쓰나미가 발생했다. 당시 많은 러시아 원주민이 사망했다. 두 번째 지진으로 최대 91 m 높이에 달하는 쓰나미가 발생한 것으로 추정된다.                                 |                            |
| 1792년 8월 22일    |          | 러시아 제국 캄차카반도                      | 미상         | 8.25    | [ 7 ] |                            |
| 1797년 2월 10일    |          | 인도네시아 수마트라섬                       | 300명        | 8.4     | [ 8 ] | 1797년 수마트라 지진       |

### 19세기
| 날짜             | 시각‡ | 진앙                             | 사망자수      | 규모    | 영향/참조                                                                           | 문서                    |
| ---------------- | ----- | -------------------------------- | ------------- | ------- | ----------------------------------------------------------------------------------- | ----------------------- |
| 1819년 4월 4일   |       | 칠레 코피아포                    | 미상          | 8.5     | 표면파 규모 8.0으로 측정되었다. 코피아포가 완전히 파괴되었으며 쓰나미도 관측되었다. | 1819년 코피아포 지진    |
| 1822년 11월 20일 |       | 칠레 발파라이소주                | 72-300+       | 8.5     | 표면파 규모 기준이다.                                                               | 1822년 발파라이소 지진  |
| 1833년 11월 25일 |       | 인도네시아 수마트라섬            | 다수          | 8.8–9.2 | 지진으로 거대한 쓰나미가 발생했다.                                                  | 1833년 수마트라 지진    |
| 1835년 2월 20일  |       | 칠레 콘셉시온                    | 50+           | 8.5     | 지진으로 거대한 쓰나미가 발생했다.                                                  | 1835년 콘셉시온 지진    |
| 1837년 11월 7일  |       | 칠레 발디비아                    |               | 8.5     | 표면파 규모 기준이다.                                                               | 1837년 발디비아 지진    |
| 1839년 1월 11일  | 아침  | 마르티니크 해역                  | 390–4,000명   | 8.0     |                                                                                     | 1839년 마르티니크 지진  |
| 1841년 5월 17일  |       | 러시아 제국 캄차카반도           |               | 8.4     | 최대 6 m의 쓰나미가 관측되었다.                                                     | 1841년 캄차카 지진      |
| 1843년 2월 8일   | 10:37 | 과들루프 해역                    | 1,500–5,000명 | 8.5     |                                                                                     | 1843년 과들루프 지진    |
| 1845년 4월 7일   | 10:37 | 멕시코 오아하카주 및 게레로주    | 미상          | 8.0     | 수도 멕시코시티에서도 큰 진동이 느껴져 여러 피해가 발생했다.                        |                         |
| 1852년 11월 25일 | 22:40 | 네덜란드령 동인도 반다 제도 해역 | 60+           | 8.4–8.8 | 최대 8 m의 쓰나미를 관측했다. 또한 지진으로 최대진도 IX를 관측했다.                 |                         |
| 1854년 12월 23일 | 16:00 | 일본 난카이 해곡                 | 5,000+        | 8.4     | 쓰나미로 일본 대부분 지역이 큰 피해를 입었다.                                       | 안세이 도카이 지진      |
| 1854년 12월 24일 | 09:00 | 일본 난카이 해곡                 | 5,000+        | 8.4     | 쓰나미로 일본 대부분 지역이 큰 피해를 입었다.                                       | 안세이 난카이 지진      |
| 1861년 2월 16일  |       | 인도네시아 수마트라섬            | 수천명        | 8.5     |                                                                                     | 1861년 수마트라 지진    |
| 1865년 11월 17일 |       | 태평양 통가 해역                 | 0             | 8.0     | 배 위에서도 지진을 느낄 정도로 강력했다. 통가에 최대 2 m 높이의 쓰나미가 덮쳤다.    |                         |
| 1868년 8월 13일  |       | 페루 아리카 (현 칠레)            | 25,000명      | 8.5-9.3 |                                                                                     | 1868년 아리카 지진      |
| 1873년           |       | 파푸아뉴기니                     | "일부"        | 8.0     | 최대진도 IX를 느꼈으며 여러 인명피해가 발생했다. 소규모 쓰나미도 관측되었다.        |                         |
| 1875년 3월 28일  |       | 태평양 누벨칼레도니 해역         | 25+           | 8.1–8.2 | 최대 4 m 높이의 쓰나미가 관측되었다.                                                |                         |
| 1877년 5월 9일   | 21:16 | 칠레 이키케                      | 2,385명       | 8.9     | 이 지진으로 만들어진 쓰나미가 피지를 덮쳐 많은 사망자가 발생했다.                   | 1877년 이키케 지진      |
| 1882년 9월 7일   | 03:20 | 파나마 산블라스 제도             | 250명         | 8.3     | 최대 3 m 높이의 쓰나미가 관측되었다.                                                | 1882년 파나마 지진      |
| 1889년 9월 6일   | 12:00 | 인도네시아 술라웨시해            |               | 8.0     | 최대 4 m 높이의 쓰나미가 관측되었다.                                                |                         |
| 1896년 6월 15일  | 10:33 | 일본 산리쿠 해역                 | 27,122명      | 8.6     | 지진의 흔들림은 거의 느껴지지 않았지만 최대 36 m 높이의 쓰나미가 관측되었다.        | 메이지 산리쿠 해역 지진 |
| 1899년 9월 10일  |       | 미국 알래스카주 야쿠트만         | 0             | 8.2     | 지진으로 인한 산사태로 최대 14 m 높이의 쓰나미가 관측되었다.                        | 1899년 야쿠트만 지진    |

### 20세기
| 날짜             | 시각‡ | 진앙                                      | 사망자수       | 규모 | 영향/참조 | 문서                          |
| ---------------- | ----- | ----------------------------------------- | -------------- | ---- | --- | ----------------------------- |
| 1902년 9월 22일  | 01:46 | 미국 괌                                   | 0              | 8.1  | 최대진도 IX의 진동을 감지했으나 쓰나미는 없었다.                                                               |                               |
| 1903년 2월 27일  | 01:46 | 인도네시아 자와섬                         | 0              | 8.1  | |                               |
| 1906년 1월 31일  | 15:36 | 에콰도르-콜롬비아 국경 지역               | 500–1,000명    | 8.8  | [ 13 ] | 1906년 에콰도르-콜롬비아 지진 |
| 1906년 8월 17일  | 00:40 | 칠레 발파라이소                           | 4,000명        | 8.2  | [ 14 ] | 1906년 발파라이소 지진        |
| 1906년 9월 14일  | 16:04 | 파푸아뉴기니 피니스테레 산맥              | "수백명"       | 8.0  | 지진으로 최대진도 X를 감지했다. 수많은 산사태가 발생했고 쓰나미도 관측되었다.                                  |                               |
| 1907년 1월 4일   | 12:20 | 인도네시아 니아스섬                       | 2,188명        | 8.2  | 15 m가 넘는 거대한 쓰나미가 닥쳐 마을이 황폐화되었다.                                                          | 1907년 수마트라 지진          |
| 1917년 6월 26일  | 05:49 | 태평양 사모아                             | 2명            | 8.5  | 최대 12.2 m의 쓰나미를 관측했다.                                                                               | 1917년 사모아 지진            |
| 1918년 8월 15일  | 20:18 | 필리핀 민다나오섬                         | 52명           | 8.3  | 최대 7.2 m의 쓰나미가 관측되었다.                                                                              | 1918년 술라웨시해 지진        |
| 1922년 11월 10일 | 23:53 | 칠레 아타카마주                           | ~500명         | 8.5  | 사망자 500명은 대부분 바예나르에 집중되었다.                                                                   | 1922년 바예나르 지진          |
| 1923년 2월 3일   | 04:01 | 러시아 캄차카반도                         | 3명            | 8.4  | 지진으로 여러 쓰나미가 발생했다.                                                                               | 1923년 2월 캄차카 지진        |
| 1923년 4월 14일  | 02:31 | 러시아 캄차카반도                         | 36명           | 8.2  | 최대 30 m에 달하는 쓰나미를 관측했다.                                                                          | 1923년 4월 캄차카 지진        |
| 1923년 9월 1일   | 11:58 | 일본 간토 지방                            | 148,000명      | 8.1  | 최대 XI의 진도 흔들림이 느껴졌다. 최대 12 m 높이의 쓰나미가 닥쳤으며 화재가 합쳐져 수십만명의 피해가 발생했다. | 간토 대지진                   |
| 1924년 4월 14일  | 16:20 | 필리핀 민다나오                           | 0              | 8.0  | 모멘트 규모이다.                                                                                               |                               |
| 1932년 6월 3일   | 04:36 | 멕시코 할리스코주                         | 400+           | 8.1  | 수 차례의 여진으로 큰 피해를 입었다.                                                                           | 1932년 할리스코 지진          |
| 1934년 1월 15일  | 08:43 | 네팔-인도 국경 지역                       | 12,000명       | 8.0  | 네팔과 인도 두 국가에서 큰 피해를 입었다. 넓은 지역에 토양액상화 현상이 일어났다.                              | 1934년 네팔-비하르 지진       |
| 1940년 5월 24일  | 11:35 | 페루 리마                                 | 300명          | 8.2  | 대부분의 피해가 리마에 집중되었다.                                                                             | 1940년 리마 지진              |
| 1942년 5월 13일  | 21:13 | 에콰도르 마나비주                         | 200+           | 8.3  | 최대진도 IX의 흔들림을 관측했다.                                                                               | 1942년 에콰도르 지진          |
| 1942년 8월 24일  | 17:40 | 페루 리마                                 | 30명           | 8.1  | 최대진도 IX의 흔들림을 관측했으며, 쓰나미도 관측되었다.                                                        | 1942년 페루 지진              |
| 1943년 4월 6일   | 12:07 | 칠레 코킴보주                             | 11명           | 8.1  | 진앙 인근인 오바예에 피해가 집중되었다.                                                                        | 1943년 오바예 지진            |
| 1944년 12월 7일  | 13:35 | 일본 난카이 해곡                          | 3,538명        | 8.1  | 지진과 쓰나미로 피해가 발생했다.                                                                               | 쇼와 도난카이 지진            |
| 1945년 11월 28일 | 01:26 | 영국령 인도 제국 발루치스탄 (현 파키스탄) | 4,000명        | 8.0  | 해안지대에 최대 15 m의 쓰나미가 관측되었다.                                                                    | 1945년 발루치스탄 지진        |
| 1946년 4월 1일   | 03:29 | 미국 알류샨 열도                          | 173            | 8.6  | 지진으로 쓰나미를 관측했다.                                                                                    | 1946년 알류샨 열도 지진       |
| 1946년 12월 21일 | 04:19 | 일본 난카이 해곡                          | 1,362+         | 8.3  | 지진과 쓰나미로 큰 피해를 입었다.                                                                              | 쇼와 난카이 지진              |
| 1950년 8월 15일  | 19:39 | 인도-티베트 국경 지역                     | 4,800명        | 8.6  | 최대진도 XI를 관측했다. 대륙 내에서 발생한 가장 큰 규모의 지진이다.                                            | 1950년 아삼-티베트 지진       |
| 1952년 3월 4일   | 10:22 | 일본 홋카이도 해역                        | 33명           | 8.1  | 최대 6.5 m 높이의 쓰나미를 관측했다.                                                                           | 1952년 도카치 해역 지진       |
| 1952년 11월 5일  | 03:58 | 러시아 캄차카반도                         | 2,500명        | 9.0  | 역사상 5번째로 규모가 큰 지진이다. 최대 18 m 높이의 쓰나미를 관측했다.                                         | 1952년 세베로쿠릴스크 지진    |
| 1957년 3월 9일   | 04:22 | 미국 앤드리애노프 제도                    | 0              | 8.6  | 최대 23 m 높이의 쓰나미를 관측했다.                                                                            | 1957년 앤드리애노프 제도 지진 |
| 1960년 5월 21일  | 06:02 | 칠레 콘셉시온                             | 125명          | 8.1  | 5월 22일 발생한 지진의 전진이다.                                                                               | 1960년 콘셉시온 지진          |
| 1960년 5월 22일  | 15:11 | 칠레 발디비아                             | 1,000–7,000년  | 9.5  | 역사상 가장 큰 규모의 지진이다.                                                                                | 1960년 발디비아 지진          |
| 1963년 10월 13일 | 15:17 | 소련 쿠릴 열도 (현 러시아                 | 0              | 8.5  | 최대 높이 4.5 m의 쓰나미가 관측되었다.                                                                         | 1963년 쿠릴 열도 지진         |
| 1964년 3월 27일  | 17:36 | 미국 프린스 윌리엄 해협                   | 131명          | 9.2  | 북아메리카 역사상 가장 큰 규모의 지진이다.                                                                     | 1964년 알래스카 지진          |
| 1965년 1월 24일  | 09:11 | 인도네시아 북말루쿠주                     | 71명           | 8.2  | 주변 건물 3천채가 붕괴되는 피해가 있었다.                                                                      | 1965년 스람해 지진            |
| 1965년 2월 3일   | 19:01 | 미국 래트 제도                            | 0              | 8.7  | 최대 높이 10.7 m의 쓰나미가 관측되었다.                                                                        | 1965년 래트 제도 지진         |
| 1966년 10월 17일 | 16:42 | 페루 우아초                               | 100명          | 8.1  | [ 46 ] | 1966년 페루 지진              |
| 1968년 5월 16일  | 09:49 | 일본 홋카이도 해역                        | 47–57명        | 8.2  | 최대 높이 6 m의 쓰나미가 관측되었다.                                                                           | 1968년 도카치 해역 지진       |
| 1969년 8월 11일  | 21:27 | 소련 쿠릴 열도 (현 러시아                 | 0              | 8.2  | [ 48 ] |                               |
| 1974년 10월 3일  | 09:21 | 페루 리마                                 | 78명           | 8.1  | [ 18 ] | 1974년 리마 지진              |
| 1976년 1월 14일  | 16:47 | 뉴질랜드 케르머덱 제도                    | 0              | 8.0  | [ 49 ] |                               |
| 1976년 8월 16일  | 00:11 | 필리핀 민다나오섬                         | 5,000–7,000명  | 8.0  | 최대 높이 4-5 m의 쓰나미가 발생했다.                                                                           | 1976년 모로만 지진            |
| 1977년 12월 12일 | 02:59 | 에콰도르-콜롬비아 국경 지역               | 300–600        | 8.2  | 최대 높이 6 m의 쓰나미가 발생했다.                                                                             | 1979년 투마코 지진            |
| 1985년 3월 3일   | 19:47 | 칠레 발파라이소                           | 177명          | 8.0  | [ 51 ] | 1985년 알가로보 지진          |
| 1985년 9월 19일  | 07:17 | 멕시코 미초아칸주                         | 9,500–45,000명 | 8.0  | 수도 멕시코시티에 큰 피해가 있었다.                                                                            | 1985년 멕시코시티 지진        |
| 1995년 7월 30일  | 14:59 | 칠레 안토파가스타                         | 2명            | 8.0  | 최대 높이 3 m의 쓰나미가 관측되었다.                                                                           | 1995년 안토파가스타 지진      |
| 1995년 10월 9일  | 10:35 | 멕시코 할리스코주                         | 49–58명        | 8.0  | 최대 높이 5.1 m의 쓰나미가 발생했다.                                                                           | 1995년 콜리마-할리스코 지진   |
| 1996년 2월 17일  | 14:59 | 인도네시아 서뉴기니                       | 166명          | 8.1  | 최대 높이 7.7 m의 쓰나미가 발생했다.                                                                           | 1996년 비악 지진              |

### 21세기
| 날짜             | 시각‡ | 진앙                             | 사망자수        | 규모 | 영향/참조                                                                                              | 문서                            |
| ---------------- | ----- | -------------------------------- | --------------- | ---- | --- | ------------------------------- |
| 2001년 6월 23일  | 15:33 | 페루 아레키파주                  | 74명            | 8.4  | 최대 높이 7 m의 쓰나미를 관측했다.                                                                     | 2001년 페루 남부 지진           |
| 2003년 9월 26일  | 04:50 | 일본 홋카이도 해역               | 0               | 8.2  | 최대 높이 4 m의 쓰나미를 관측했다. 2명이 실종되고 840명 이상이 부상을 입었다.                          | 2003년 도카치 해역 지진         |
| 2004년 12월 26일 | 07:58 | 인도네시아 수마트라섬            | 227,898명       | 9.1  | 거대해일이 발생해 인도양 전역에 쓰나미 피해가 발생했다.                                                | 2004년 인도양 지진해일          |
| 2005년 3월 28일  | 23:09 | 인도네시아 수마트라섬            | 915–1,314명     | 8.6  | [ 59 ]                                                                                                 | 2005년 니아스-시멀루에이 지진   |
| 2006년 11월 15일 | 08:14 | 러시아 쿠릴 열도                 | 0               | 8.3  | [ 60 ]                                                                                                 | 2006년 쿠릴 열도 해역 지진      |
| 2007년 4월 2일   | 07:39 | 솔로몬 제도                      | 52명            | 8.1  | 최대 높이 12 m의 쓰나미를 관측했다.                                                                    | 2007년 솔로몬 제도 지진         |
| 2007년 8월 15일  | 18:40 | 페루 이카주                      | 519명           | 8.0  | 최대 5 m 높이의 쓰나미를 관측했다.                                                                     | 2007년 페루 지진                |
| 2007년 9월 12일  | 18:10 | 인도네시아 븡쿨루주              | 23명            | 8.4  | 2차례 지진으로 최대 높이 5 m의 쓰나미가 관측되었다.                                                    | 2007년 9월 수마트라 지진        |
| 2009년 9월 29일  | 06:48 | 태평양 사모아-서사모아 사이 해역 | 192명           | 8.1  | 최대 높이 14 m의 쓰나미를 관측했다. 아웃터라이즈 정단층과 메가스러스트 역단층에서 발발한 이중지진이다. | 2009년 사모아 지진              |
| 2010년 2월 27일  | 03:34 | 칠레 마울레주                    | 525명           | 8.8  | [ 66 ]                                                                                                 | 2010년 칠레 지진                |
| 2011년 3월 11일  | 14:46 | 일본 도호쿠 지방                 | 16,000–20,000명 | 9.1  | 지진과 함께 발생한 거대한 쓰나미로 큰 피해를 입었다.                                                   | 도호쿠 지방 태평양 해역 지진    |
| 2013년 2월 6일   | 12:12 | 솔로몬 제도 테모투주             | 9명             | 8.0  | 최대 11 m 높이의 쓰나미를 관측했다.                                                                    | 2013년 솔로몬 제도 지진         |
| 2014년 4월 1일   | 20:46 | 칠레 이키케                      | 6명             | 8.2  | 최대 높이 4.6 m의 쓰나미를 관측했다.                                                                   | 2014년 이키케 지진              |
| 2015년 9월 16일  | 19:54 | 칠레 코킴보주                    | 16명            | 8.3  | 칠레에서 6명이 실종되었다.                                                                             | 2015년 이야펠 지진              |
| 2021년 3월 4일   | 08:28 | 뉴질랜드 케르머덱 제도           | 0               | 8.1  | 최대 높이 2.4 m의 쓰나미를 관측했다.                                                                   | 2021년 케르머덱 제도 지진       |
| 2021년 7월 29일  | 22:15 | 미국 알래스카주                  | 0               | 8.2  | [ 72 ]                                                                                                 | 2021년 치그니크 지진            |
| 2021년 8월 12일  | 16:35 | 사우스샌드위치 제도              | 0               | 8.1  | 해일지진으로 부르는 지진을 포함해 여러 하위 단층파괴 사건이 합쳐진 복합지진에 해당한다.                | 2021년 사우스샌드위치 제도 지진 |

## 같이 보기
- 지진 목록

## 참고 문헌
- National Geophysical Data Center (1972). “NCEI/WDS Global Significant Earthquake Database”. 《National Geophysical Data Center》. NOAA National Centers for Environmental Information. doi:10.7289/V5TD9V7K. 2021년 6월 20일에 확인함.